# Кункуд, Бенуа
Бенуа Кункуд (фр. Benoît Kounkoud; род. 19 февраля 1997, Ле-Шене) — французский гандболист, выступает за гандбольный клуб «Кельце» и сборную Франции по гандболу. Бронзовый призёр чемпионата мира 2025 года. Чемпион Европы 2024 года.

## Карьера

### Клубная
Правый нападающий Бенуа Кункуд дебютировал в первом французском дивизионе в сезоне 2014/15 годов в составе «Пари Сен-Жермен». Уже в свой первый сезон выиграл чемпионат и кубок Франции. В 2016, 2017, 2018, 2019, 2020, 2021, 2022 годах Бенуа выиграл чемпионаты, а также Кубок Франции в 2018, 2021 и 2022 годах и Кубок Французской лиги в 2017, 2018 и 2019 годах.
В 2022 году Кункуд подписал контракт с польским клубом первого дивизиона «Кельце». В 2023 году выиграл чемпионат Польши. В Лиге чемпионов КВЧ 2022/23 годов в финальном матче «Кельце» уступил «Магдебургу» со счетом 29:30 в дополнительное время.
В ночь с 29 на 30 января 2024 года Кункуд был взят под стражу парижской полицией. Его обвинили в попытке изнасилования в парижском ночном клубе. Через день Кункуд был освобождён из-под стражи. Через несколько дней ассоциация отстранила его от спортивной деятьельности на неопределенный срок до дальнейшего уведомления, пока обвинения не будут сняты французскими властями. Вернулся к тренировкам через месяц. В июне 2024 года суд Парижа приговорил его к штрафу в размере 4100 евро за сексуальные домогательства, обвинение в изнасиловании было снято.

### Международная карьера в сборной
В составе молодёжной сборной Франции до 19 лет Кункуд стал чемпионом Европы в 2014 году и чемпионом мира в 2015 году.
В первой сборной ФранцииБенуа дебютировал 5 ноября 2015 года.
На чемпионате Европы 2024 года выиграл золотую медаль, участвовал в пяти матчах и забил пять голов.
Принимал участие в играх чемпионата мира 2025 года и стал бронзовым призёром в составе национальной команды. 